# Postal (film)
Postal är en film från 2007 i regi av Uwe Boll. Den är baserad på datorspelsserien med samma namn och inspelad i Cloverdale i British Columbia, Kanada. Zack Ward spelar huvudrollen som Postal Dude.
Filmen släpptes i USA den 23 maj 2008, även om Uwe Boll hävdade att den skulle släppas den 12 oktober 2007. Den 16 maj 2008 bröt filmdistributörer sina avtal med Boll. Den 16 maj stod det klart att Postal skulle visas i bara fyra biografer, alltså en kraftig minskning från den ursprungliga siffran: 1500 biografer. Den 20 maj ökade antalet visningar till 12. Filmen släpptes på tyska biografer den 18 oktober 2007. Filmen släpptes den 26 augusti 2008 på DVD och blu-ray. Varje utgåva levereras med fullversionen av Postal 2 på en bonus-DVD.
Trailers marknadsförde filmen som en schock-komedi, och har orsakat kontrovers då de visar ett flygplan styra in i World Trade Center. Denna scen är den inledande scenen i filmen, där två av kaparna får veta att deras avtal för "99 perfekta jungfrur" kanske inte håller på grund av bristande resurser efter alltför många nya martyrer. Kaparna bestämmer sig för att kapa planet till Bahamas istället, bara för att direkt bli övermannade av flygpassagerare. Det uppstår en kamp över kontrollerna, vilken slutar med att planet åker in i ett av tornen.